# Cherasco International Institute for Snail Breeding
Het Cherasco International Institute of Heliciculture (CIIH), voorheen het International Institute for Snail Breeding is een Italiaans slakkenkweekorganisatie, die de biocycle-slakkenkweek en aanverwante producten, diensten en evenementen ontwikkelt, propageert en vermarkt.
Het CIIH heeft de Italiaanse helicicultuursector op de kaart gezet en van Cherasco "de slakkenhoofdstad van Italië" heeft gemaakt: anno 2020 is Italië de grootste Europese producent en na Frankrijk de op een na grootste consument.

## Geschiedenis

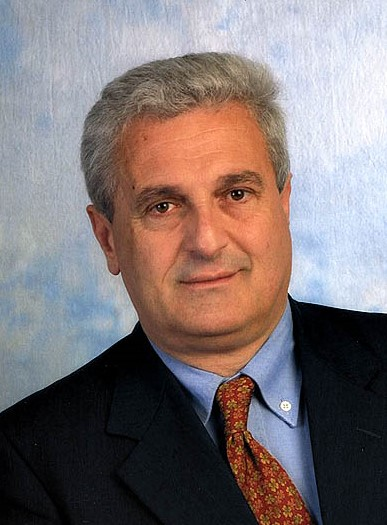
Als ondernemer en eigenaar van import-exportbedrijven in de slakkensector, directeur van CIIH en voorzitter van NAE, adviseur, redacteur van het Italiaanse Elcicoltura tijdschrift, en ook nog eens lange tijd burgemeester van Cherasco, ⁣ heeft Avagnina een stevige vinger in de pap van de Italiaanse slakkensector.

Oprichter en voorzitter van de CIHH, Giovanni "Gianni" Avagina, is sinds 1973 actief in de slakkenkweek en wordt gezien als de vader van de Italiaanse helicicultuursector. Hij ontving hiervoor van de Italiaanse president de titel van Commendatore. Hij is ook erevoorzitter van de Italiaanse Confederatie van Helicicultuur, een organisatie uit Piana di Monte Verna.
Avagnina werkte in het plaatselijke VVV-kantoor van Cherasco toen in het begin van de jaren 1970 een artikel in de Domenica del Corriere verscheen over kapitein Carboni, een gepensioneerde militair in Alba, en diens passie voor slakken. Op uitnodiging van Avagina hield Carboni een conferentie over de slakken in Cherasco. Het was een succes en markeerde het begin van een nieuw hoofdstuk in de historie van Cherasco, die onder begeleiding van tot de Italiaanse slakkenhoofdstad uitgroeide.
De eerste experimentele openluchtkweek begon vroeg in de jaren 1970 en ontwikkelde zich uit de oude traditie van de lumachiere. In 1973 werd het Slakkenkweekcentrum opgericht, dat een jaar later omgedoopt werd tot International Snail Breeding Institute. Sinds 2018 is de naam verder aangescherpt tot Cherasco International Institute of Heliciculture (CIIH).
In 1978 werd de Associazione Nazionale Elicoltori (ANE, Nationale Vereniging van Slakkenkwekers) van Cherasco opgericht. Veel kwekers sloten zich hierbij aan en zij werden volgens de standaarden die voor de gepropageerde kweekmethode gecertificeerd, waardoor hun product met het merknaam Helix vermarkt kon worden. Het nauw verweven instituut staat de kwekers bij en neemt de marketing op zich. Drie maanden na zijn oprichting wordt het ANE door het toenmalige Italiaanse Slakkenkwekers Vereniging in Rome officieel erkend als de officiële Italiaanse vereniging voor professionele slakkenkwekers.
De eerste Gouden Slak wordt door het instituut in 1998 uitgegeven, een ceremonie dat sindsdien deel is van de al jaren gaande gehouden Festa della lumaca in cucina.
In 2001 wordt het Internationale Contract gestipuleerd waarmee in de loop van de jaren vele kwekers uit het buitenland naar het instituut getrokken wordt.

## Bedrijfsmodel
De CIIH sluit sinds 2001 contracten met buitenlandse kwekers, met wie dan onder de door het CIIH opgelegde voorwaarden samengewerkt wordt. Dit "Internationale Contract" model is overigens een eenzijdig contract waar het CIIH niets te verliezen heeft terwijl de kweker verplicht wordt van het CIIH de benodigde materialen als zaden en slakkenhekken te kopen. Het lucratieve winstplaatje dat in het vooruitzicht gesteld wordt lijkt de kwekers toch massaal en wereldwijd over de brug te halen om zich bij CIIH aan te sluiten: anno 2019 heeft het instituut contracten met kwekers wereldwijd. In Europa zijn ze te vinden in Italië, Servië, Roemenië, Kroatië, Duitsland, Frankrijk, Griekenland, Spanje, Bosnië, Bulgarije en Hongarije; in Azië zitten ze in Rusland, Libanon en Jordanië; in Afrika in Tunesië en Nigeria; en in Zuid-Amerika in Argentinië. Kwekers in andere landen, zoals Georgie en Ierland zitten anno 2021 in de pijplijn.